# Näbbflyn
Näbbflyn, Erebidae, är en familj av fjärilar som beskrevs av William Elford Leach 1815. Näbbflyn ingår i överfamiljen Noctuoidea, ordningen fjärilar, klassen egentliga insekter, fylumet leddjur och riket djur. Familjen är den största familjen i insektsordningen fjärilar. Nattflyn, Noctuidae, ansågs länge vara den artrikaste fjärilsfamiljen, men efter omgruppering av tofsspinnare (Lymantriinae), Catocalinae (Catocalini) och Calpinae till familjen näbbflyn, så anses nu näbbflyn vara artrikast.

## Underfamiljertill Näbbflyn, i alfabetisk ordning[1][2]
- Aganainae
- Anobinae
- Arctiinae, björnspinnare
- Aventiinae
- Boletobiinae
- Calpinae
- Erebinae, ordensflyn
- Eulepidotinae
- Herminiinae, sprötflyn
- Hypeninae
- Hypenodinae, mottflyn
- Lymantriinae, tofsspinnare
- Pangraptinae
- Phytometrinae
- Rivulinae
- Scolecocampinae
- Scoliopteryginae
- Strepsimaninae
- Toxocampinae

*

## Bildgalleri

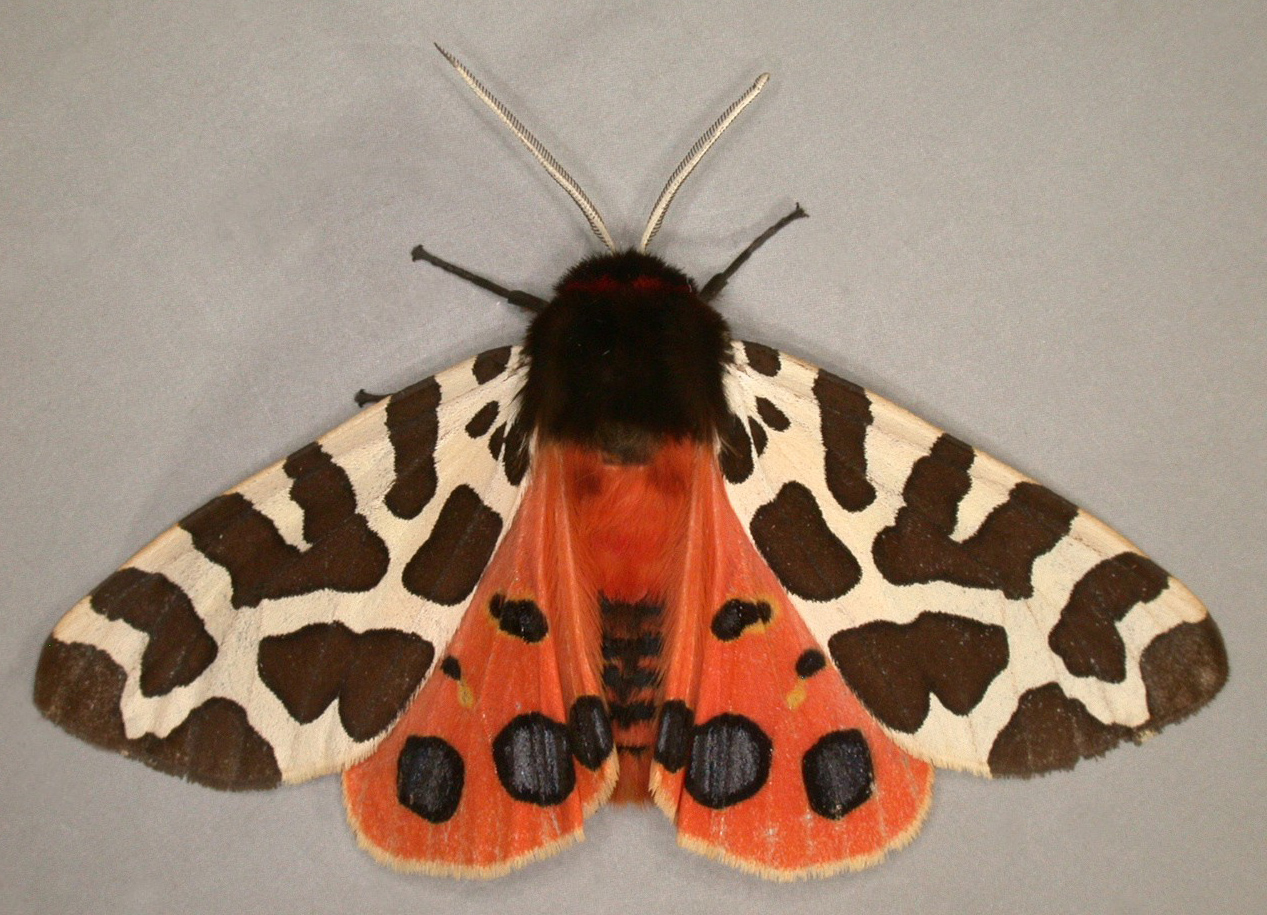
Brun björnspinnare Acrtia caja
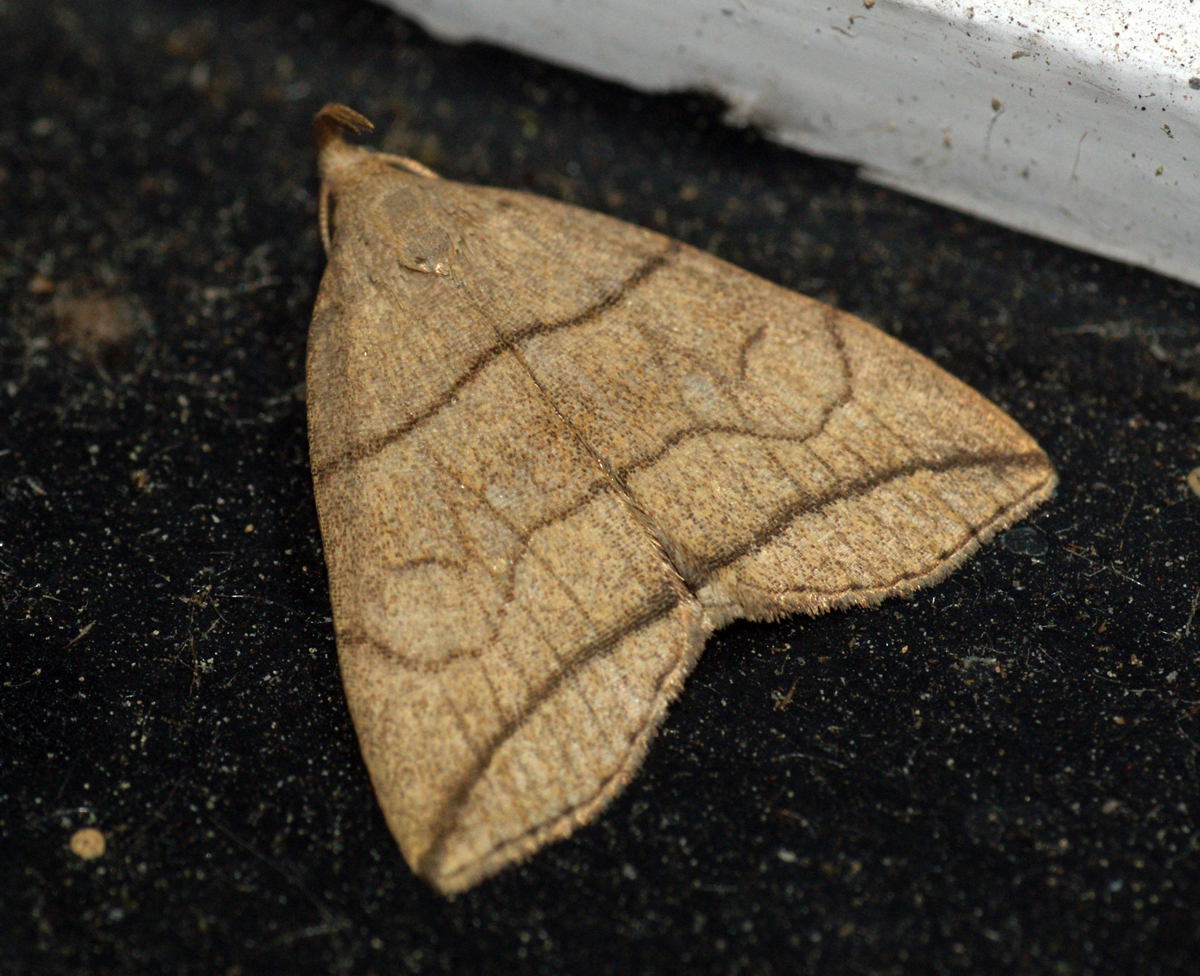
Spetsstreckat tofsfly Herminia grisealis
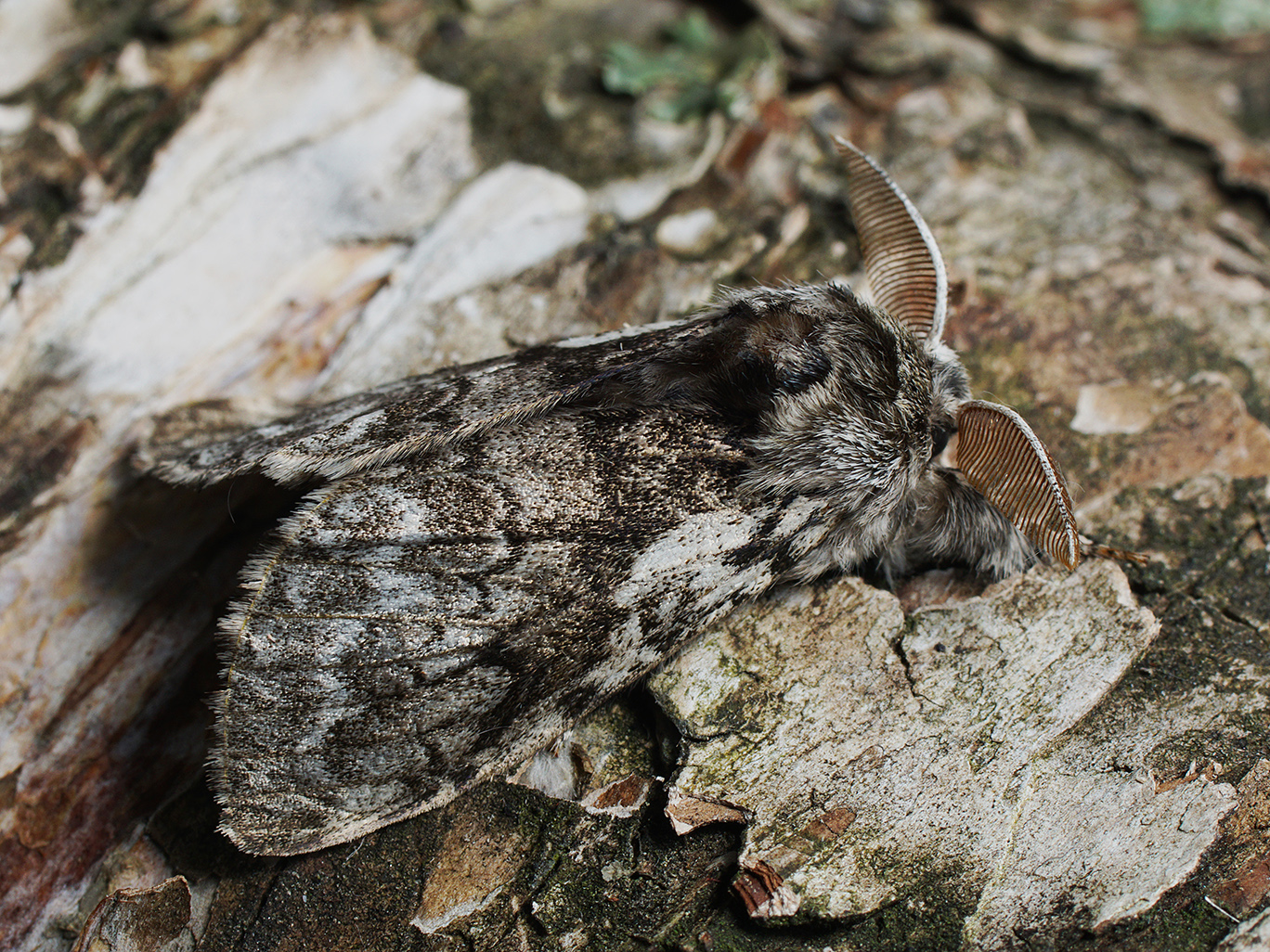
Granharfotsspinnare Calliteara abietis